# Diphyus raptorius
Diphyus raptorius là một loài tò vò trong họ Ichneumonidae.